# WKS Brześć
WKS Brześć – polski klub piłkarski z siedzibą w Brześciu. Rozwiązany podczas II wojny światowej.

## Historia
Piłkarska drużyna WKS Brześć została założona w Brześciu w 1934 roku w wyniku fuzji wojskowych klubów z garnizonu Brześcia, m.in. WKS 4 dsp Brześć, WKS 82 pp Brześć. 
Od 1934 występował w rozgrywkach polskiej okręgowej ligi Polesie - Klasa A, która od sezonu 1936/37 stała nazywać się okręgową. W debiutowym sezonie zdobył tytuł mistrzowski na Polesiu.
Klub grał w grupach eliminacyjnych dla mistrzów okręgówek, walczących w barażach o awans do I ligi. Ale nigdy nie zakwalifikował się do najwyższej klasy. W 1934 piłkarze z Brześcia stanęli przed szansą wejścia do ligi krajowej, jednak zajął ostatnie 3 miejsce w grupie.
We wrześniu 1939, kiedy wybuchła II wojna światowa, klub przestał istnieć.

## Sukcesy
- mistrz Poleskiego OZPN: 1934